# José María Nieto
José María Nieto González, conocido como JM Nieto (Valladolid, 1971) es un ilustrador y humorista gráfico español. Publica sus ilustraciones y viñetas cómicas en el diario español ABC.

## Biografía
Tras estudiar en el colegio de los Maristas de Valladolid, se licenció en Bellas Artes en la Universidad de Salamanca. Comenzó su andadura como humorista gráfico en 1994, en el diario El Norte de Castilla. Posteriormente trabajó en la edición de Castilla y León del diario El Mundo (1985-2013), 20 minutos (2000-2008), y Castilla y León Económica (2011-2014).
También realizó historietas humorísticos por entregas para los suplementos de la edición de Valladolid del diario El Mundo en la Semana Internacional de Cine de Valladolid, de fiestas patronales de la capital castellana entre 1995 y 2004 y cómics didácticos para las Cortes de Castilla y León (Las aventuras del erizo Ordoño y la comadreja Juana en las Cortes de Castilla y León (2004), Jimena y el dron CeCyL (2017) y para la Consejería de Familia de la Junta de Castilla y León (El concilióptero de Castilla y León y sus sorprendentes efectos en la conciliación de la vida laboral y familiar) . Desde 2011 colabora con Castilla y León Televisión.
En 2013 comenzó a trabajar en ABC, en «Fe de ratas», donde realiza diariamente una viñeta cuyos protagonistas son unas simpáticas ratas. El origen de las ratas se encuentra en su época universitaria, cuando Nieto dibujó para un compañero del mismo colegio mayor en el que vivía, un ratón que se comía el chorizo que le enviaban desde casa. Tiempo después, cuando llegó a El Norte de Castilla, les propuso dibujar un ratón hablando de temas sociales. La idea gustó, y desde entonces utiliza a estos animales en sus viñetas.
La exposición "La risa en la mascarilla", una recopilación de las viñetas gráficas realizadas por J.M. Nieto durante los dos primeros años de la pandemia del COVID, está teniendo lugar en el Centro Cultural Paco Rabal, en la calle Felipe de Diego, 13 (Madrid) del 30 de abril al 31 de mayo de 2022.
Está casado y tiene dos hijas.

## Premios y distinciones
- Premio Francisco de Cossío de Humor Gráfico (2001 y 2005).[8]
- Cruz al mérito policial con distintivo blanco.[9]
- Premio Libertad de Expresión, concedido por Hazte Oír.[10]
- Premio Mingote (2019)[11]
- Mención Especial del Premio de Periodismo contra la Violencia de Género, otorgada por la Fundación Grupo Norte (2016).[4]
- Cédula de Embajador de la Marca Ejército, figura que pretende reforzar la imagen positiva de las Fuerzas Armadas españolas (27 de mayo de 2021)[12]

## Libros
- Fe de ratas. Cinco años de humor gráfico (Caja Duero. 2001)
- Un lustro bimilenario de humor diario (Ámbito Ediciones. 2004)
- 50 miradas al progreso de Valladolid (Ilustraciones. Cámara de Comercio de Valladolid. 2008)
- Ironías renovables (Junta de Castilla y León. 2010)
- La fuente del Jajajá (Junta de Castilla y León. 2014)
- El tapiz de la reina (Cuento. Colección La Osa Mayor. Diputación de Valladolid. 2019)
- La risa que llevas puesta (Galland Books. 2020). Selección de viñetas publicadas en ABC (2014-2019).[13]
- Humor Mesetario Hebdomadario (Junta de Castilla y León, 2022). Selección de más de 180 viñetas publicadas en la página de opinión dominical junto con una decena de ilustraciones de políticos castelllano-leoneses.[14]